# Српаста анемија
Српаста анемија спада у групу хемолитичких анемија, односно хемоглобинопатија. Јавља се код 0,3 до 1% западноафричких и америчких црнаца, а одликује се присуством абнормалног типа хемоглобина – HbS (насталог услед поремећаја састава бета-ланаца) у еритроцитима.
Хемоглобин S има особину да, када падне концентрација кисеоника у крви (односно  вредност крви), се преципитира у виду кристала (тактоида) у еритроцитима. То утиче на еритроците који добијају српаст изглед и постају веома подложни хемолизи. Овај процес је реверзибилан, што значи да се еритроцити враћају у првобитно стање када се парцијални притисак кисеоника у крви повећа.
Болесници са српастом анемијом улазе у зачарани круг (circuluc vitiosus), где низак парцијални притисак кисеоника изазива појаву српастих еритроцита (што доводи до њихове лизе – прскања), а то изазива још већи пад концентрације кисеоника у крви и појаву анемије. То доводи до тромбоза и инфаркта у разним органима (кожи, слезини, плућима, костима, бубрезима), поремећаја у циркулацији и нервном систему, увећавања јетре, хипоксије, кардиогеног шока, и у крајњем случају до смрти пацијента.
Болест се не испољава одмах по рођењу, због присуства хемоглобина F у еритроцитима. HbF има заштитну улогу јер спречава таложење HbS. Стога, новорођенчад не показују знакове болести, све док се хемоглобин F не замени са хемоглобином S, када се почињу јављати први симптоми српасте анемије.
Болест има хроничну еволуцију, испрекидану кризама болова и хемолизе, а већина болесника умире већ у младалачком добу. Смрт је изазвана инфекцијама, инсуфицијенцијом срца и других органа, хипоксијом и сл.